# Championnats du monde de patinage artistique 1934
Navigation
Mondiaux 1933 Mondiaux 1935
Les championnats du monde de patinage artistique 1934 ont lieu du 10 au 11 février 1934 à Oslo en Norvège pour les Dames, du 16 au 18 février 1934 à Stockholm en Suède pour les Messieurs, et le 23 février 1934 à Helsinki en Finlande pour les Couples.

## Qualifications
Les patineurs sont éligibles à l'épreuve s'ils représentent une nation membre de l'Union internationale de patinage (International Skating Union en anglais). Les fédérations nationales sélectionnent leurs patineurs en fonction de leurs propres critères. 

## Podiums
| Épreuves                      | Or                             | Argent                 | Bronze                    |
| ----------------------------- | ------------------------------ | ---------------------- | ------------------------- |
| Messieurs résultats détaillés | Karl Schäfer                   | Ernst Baier            | Erich Erdös               |
| Dames résultats détaillés     | Sonja Henie                    | Megan Taylor           | Liselotte Landbeck        |
| Couples résultats détaillés   | Emília Rotter / László Szollás | Idi Papez / Karl Zwack | Maxi Herber / Ernst Baier |

## Tableau des médailles
| Rang  | Nation      | Or | Argent | Bronze | Total |
| ----- | ----------- | -- | ------ | ------ | ----- |
| 1     | Autriche    | 1  | 1      | 2      | 4     |
| 2     | Hongrie     | 1  | 0      | 0      | 1     |
| 2     | Norvège     | 1  | 0      | 0      | 1     |
| 4     | Allemagne   | 0  | 1      | 1      | 2     |
| 5     | Royaume-Uni | 0  | 1      | 0      | 1     |
| Total | Total       | 3  | 3      | 3      | 9     |

## Détails des compétitions

### Messieurs
| Rang | Nom             | Nation      | Places | Points | Fig. impo. | Prog. libre |
| ---- | --------------- | ----------- | ------ | ------ | ---------- | ----------- |
| 1    | Karl Schäfer    | Autriche    | 7      | 384.81 | 1          | 1           |
| 2    | Ernst Baier     | Allemagne   | 26     | 362.87 |            |             |
| 3    | Erich Erdös     | Autriche    | 26     | 360.74 |            |             |
| 4    | Marcus Nikkanen | Finlande    | 26     | 357.24 |            |             |
| 5    | Dénes Pataky    | Hongrie     | 28     | 351.24 |            |             |
| 6    | Graham Sharp    | Royaume-Uni | 41     | 347.30 |            |             |
| 7    | Elemér Terták   | Hongrie     | 42     | 347.55 |            |             |
| 8    | Gail Borden     | États-Unis  | 56     | 330.10 | 8          | 8           |

### Dames
| Rang | Nom                | Nation      | Places | Points | Fig. impo. | Prog. libre |
| ---- | ------------------ | ----------- | ------ | ------ | ---------- | ----------- |
| 1    | Sonja Henie        | Norvège     | 7      |        |            |             |
| 2    | Megan Taylor       | Royaume-Uni | 19     |        |            |             |
| 3    | Liselotte Landbeck | Autriche    | 20     |        |            |             |
| 4    | Vivi-Anne Hultén   | Suède       | 28     |        |            |             |
| 5    | Maribel Vinson     | États-Unis  | 32     |        |            |             |
| 6    | Grete Lainer       | Autriche    | 48     |        |            |             |
| 7    | Maxi Herber        | Allemagne   | 55     |        |            |             |
| 8    | Nanna Egedius      | Norvège     | 55     |        |            |             |
| 9    | Mollie Phillips    | Royaume-Uni | 59     |        |            |             |
| 10   | Erna Andersen      | Norvège     | 73     |        |            |             |
| 11   | Edith Michaelis    | Allemagne   | 70     |        |            |             |
| 12   | Ester Bornstein    | Danemark    | 82     |        |            |             |
| 13   | Randi Gulliksen    | Norvège     | 89     |        |            |             |

### Couples
| Rang | Nom                                | Nation    | Places | Points |
| ---- | ---------------------------------- | --------- | ------ | ------ |
| 1    | Emília Rotter / László Szollás     | Hongrie   | 12     |        |
| 2    | Idi Papez / Karl Zwack             | Autriche  | 14     |        |
| 3    | Maxi Herber / Ernst Baier          | Allemagne | 18     |        |
| 4    | Zofia Bilorówna / Tadeusz Kowalski | Pologne   | 30     |        |
| 5    | Randi Bakke / Christen Christensen | Norvège   | 32.5   |        |
| 6    | Margit Josephson / Anders Palm     | Suède     | 40.5   |        |